# Night Birds
Night Birds es una película de suspense británico-alemana de 1930 dirigida por Richard Eichberg y protagonizada por Jack Raine, Muriel Angelus y Jameson Thomas. Una versión separada en lenguaje alemán Der Greifer se hizo al mismo tiempo.

## Elenco
- Jack Raine ...  Sargento Harry Cross
- Muriel Angelus ...  Dolly Mooreland
- Jameson Thomas ...  Sacerdote Lake
- Eve Gray ...  Mary Cross
- Franklyn Bellamy ...  Charlo Bianci
- Garry Marsh ...  Archibald Bunny
- Frank Perfitt ...  Inspector Warrington
- Hay Petrie ...  Scotty
- Harry Terry ...  Mondadientes Jeff
- Margaret Yarde ...  Señora Hallick
- Ellen Pollock ...  Flossie
- Cyril Butcher ...  'Bailarín' Johnny
- Barbara Kilner ...  Mabel